# Virginia Raffaele
Virginia Raffaele (Roma, 27 settembre 1980) è una comica, imitatrice e attrice italiana.
Nel corso della sua carriera si è divisa tra cinema, teatro e televisione e ha ottenuto diversi riconoscimenti, tra cui il Nastro d'argento alla migliore attrice in un film commedia per Un mondo a parte e un Premio Flaiano per il suo spettacolo teatrale Samusà.

## Biografia

### Primi anni
Virginia nasce a Roma da una famiglia circense di origini marchigiane, abruzzesi, calabresi e sinti: sua nonna Ornella detta Nelly, di Arielli, era un'acrobata amazzone e insieme con i suoi fratelli aveva anche un circo, il circo Preziotti dal nome del nonno che, da giovane, lasciò gli agi di una nobile famiglia originaria di Fermo per seguire la carovana circense della futura consorte Nelly. Suo padre Mario, è nativo di Soriano Calabro, in provincia di Vibo Valentia. Negli anni cinquanta i suoi nonni fondarono il luna park dell'Eur a Roma, dove Virginia è cresciuta.
Si diploma nel 1999 all'Accademia Teatrale Europea del Teatro Integrato Internazionale diretta da Mariagiovanna Rosati Hansen e studia danza classica e moderna all'Accademia Nazionale di Danza.

### Gli esordi (2001-2010)
Nel 2001 Virginia, assieme a Danilo De Santis e Francesca Milani, dà vita al trio comico Due interi e un ridotto, con il quale vince alcuni festival. Segue un lungo lavoro teatrale in diversi spettacoli: Le nuvole di Aristofane, con la regia di Vincenzo Zingaro; L'amore di Don Perlimplino con Belisa nel giardino di Federico García Lorca, con la regia di Pino Ferrara; Plautus di Plauto, con Carlo Croccolo; Doppia coppia di e con Max Tortora; Iressa di Lorenzo Gioielli.
Prende anche parte a numerosi lavori insieme a Lillo & Greg in teatro (The Blues Brothers - Il plagio, La baita degli spettri, Far West Story, Intrappolati nella commedia), in televisione (Bla Bla Bla, su Rai 2; Lillo e Greg - The movie!) e in radio (610, su Rai Radio 2; Pelo e contropelo, su Radio Kiss Kiss).
In televisione partecipa a diverse fiction: L'ispettore Giusti, con Enrico Montesano; Incantesimo; Carabinieri; Il maresciallo Rocca. Su Rai 2 prende parte alla sitcom Tisana Bum Bum e all'appuntamento domenicale di Quelli che il calcio, trasmissione condotta da Simona Ventura, con il ruolo di inviata.
Nel 2009 entra come comica nel cast di Mai dire Grande Fratello Show, interpretando con successo diverse parodie di personaggi della nona edizione del Grande Fratello (Cristina Del Basso e Federica Rosatelli) e cantanti italiane (Malika Ayane e Giusy Ferreri). Dallo stesso anno interpreta Annamaria Chiacchiera, la presentatrice "meccanica", nel programma Victor Victoria - Niente è come sembra su LA7, fino al 2010. Dal gennaio 2010, insieme ad Andrea Perroni, affianca Luca Barbarossa nella conduzione del programma radiofonico di Rai Radio 2, Radio2 Social Club, nel quale presenta alcune imitazioni.

### Quelli che il calcio, Amici di Maria De Filippie il successo (2010-2015)

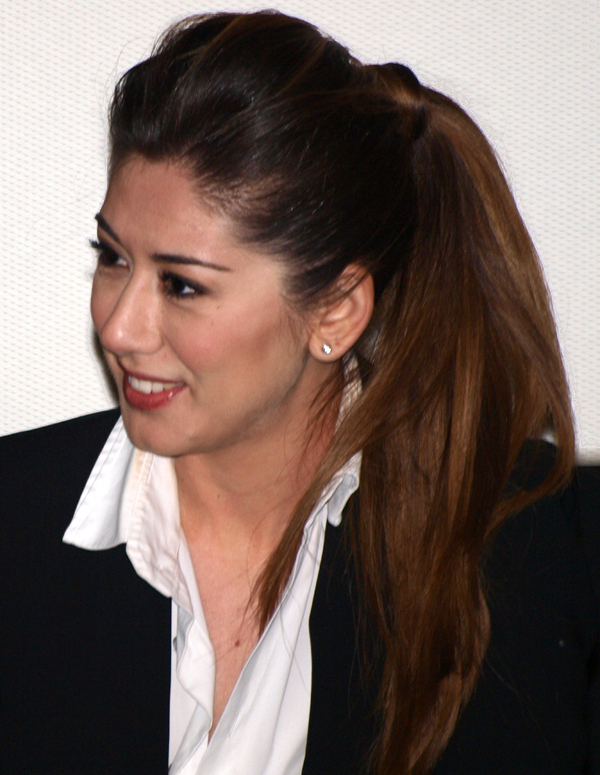
Virginia Raffaele nel 2012

Da settembre 2010 entra nel cast di Quelli che il calcio in qualità di imitatrice, vestendo i panni di Roberta Bruzzone, Federica Pellegrini, Renata Polverini e Eleonora Brigliadori. Porta inoltre in scena il personaggio di Data Von Duta, parodia di Dita von Teese, dipingendola come una grezza ballerina napoletana. L'anno seguente, col passaggio della trasmissione alla conduzione di Victoria Cabello resta confermata e propone la parodia di Carla Gozzi (in coppia con Ubaldo Pantani che interpreta Enzo Miccio) del programma Ma come ti vesti?!, l'imitazione di Ornella Vanoni, di Belén Rodríguez e lancia due nuovi personaggi, quello della poetessa transessuale Paula Gilberto Do Mar e della giovane cantante esordiente Giorgia Maura (parodia dei ragazzi dei talent e in particolare di Emma Marrone). Dall'edizione 2012 Virginia propone l'imitazione di Nicole Minetti e di Francesca Pascale.
Il 1º maggio 2012 conduce insieme a Francesco Pannofino il Concerto del Primo Maggio, trasmesso in diretta da Rai 3. Nel 2012 e nel 2013 partecipa alle finali di Amici come ospite comico, imitando la prima volta Belén Rodríguez e la seconda Ornella Vanoni. Il 15 giugno 2013 conduce con Ubaldo Pantani la prima edizione degli MTV Awards a Firenze. Fa inoltre parte del cast del nuovo film di Giovanni Veronesi, L'ultima ruota del carro. Viene poi scelta da Antonio Ricci per condurre Striscia la notizia nelle prime puntate della ventiseiesima edizione, dapprima in coppia con Michelle Hunziker (23 settembre-8 ottobre 2013), poi, a causa della gravidanza di quest’ultima con il Gabibbo (9 ottobre 2013) e infine venne affiancata da Gerry Scotti (dal 10 al 12 ottobre 2013).
Nel periodo febbraio-marzo 2014 prende parte al programma di Rai 3 Ballarò, curando la "copertina" di due puntate del talk-show in sostituzione di Maurizio Crozza: nella prima imita Francesca Pascale, mentre nella seconda di queste puntate imita per la prima volta il neoministro Maria Elena Boschi. Dal 16 marzo seguente, su Canale 5, è nel cast del programma di Antonio Ricci Giass, in cui propone le imitazioni di Ornella Vanoni, Roberta Bruzzone, Nicole Minetti, Francesca Pascale e, per la prima volta, di Sabrina Ferilli.
Il 13 febbraio 2015 è ospite durante la quarta serata del Festival di Sanremo, condotto da Carlo Conti, proponendo l'imitazione di Ornella Vanoni e lo sketch del centralino telefonico del televoto. A partire dall'11 aprile 2015 è ospite fisso con le sue parodie alla fase serale della trasmissione Amici di Maria de Filippi, in onda su Canale 5.

### Performance, i due Festival di Sanremo eFacciamo che io ero(2015-2019)

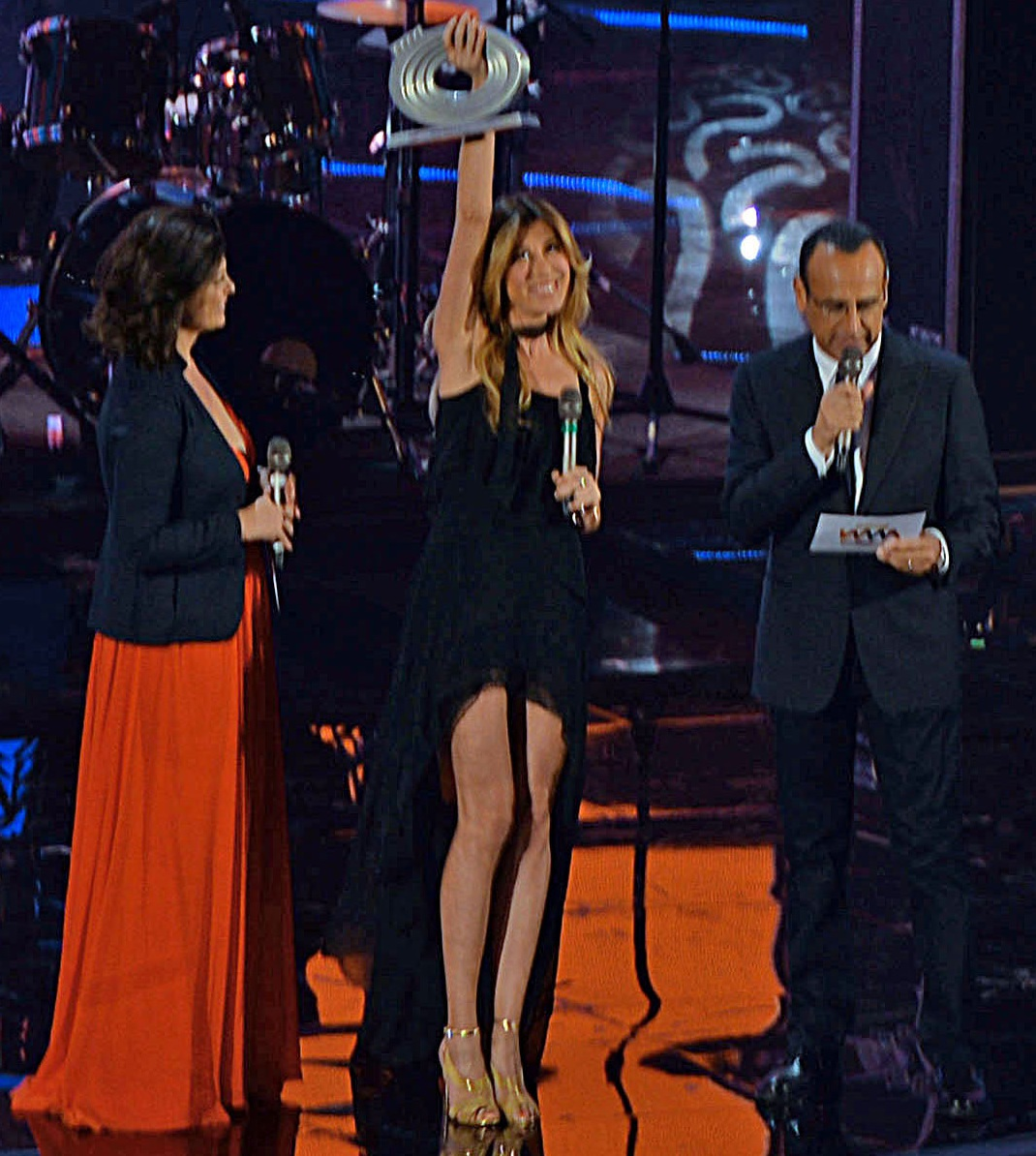
Virginia Raffaele riceve il Premio Arena di Verona da Carlo Conti e Vanessa Incontrada durante i Wind Music Awards 2016

Dopo il suo ritorno in Rai nel 2016 viene scelta da Carlo Conti come sua co-conduttrice per il 66º Festival di Sanremo, insieme a Gabriel Garko e Madalina Ghenea. Nelle prime quattro delle cinque serate ha imitato: Sabrina Ferilli, Carla Fracci, Donatella Versace e Belén Rodríguez. Il video dell'imitazione di Carla Fracci ha raggiunto in pochi giorni più di 1 milione di visualizzazioni su YouTube mentre l'imitazione della Versace raggiunse il picco d'ascolto in serata con 14 milioni di telespettatori. Nell'ultima serata la Raffaele è apparsa nei panni di se stessa.
Nel mese di aprile ha concluso la prima stagione del one woman show Performance, spettacolo teatrale che ha avuto inizio nel 2015, in cui ha proposto le parodie dei suoi più famosi personaggi e che ha riscosso successo unanime in tutti i teatri italiani. Dal 2 aprile 2016 la Raffaele è nuovamente presenza fissa alla fase serale nella quindicesima edizione di Amici di Maria De Filippi. Il 21 ottobre 2016 riprende la tournée teatrale di Performance e dal 15 novembre è nel cast del programma Stasera casa Mika, in onda su Rai 2. Venerdì 10 febbraio 2017 è ospite, durante la quarta serata, del Festival di Sanremo imitando l'attrice Sandra Milo. Dal 18 maggio dello stesso anno conduce su Rai 2 il suo primo show televisivo, dal titolo Facciamo che io ero, mentre tra settembre e ottobre 2018, su Nove, è andata in onda Come quando fuori piove, serie televisiva che ha come protagonisti alcuni personaggi ideati e interpretati dalla Raffaele.
Nel 2019 il direttore artistico Claudio Baglioni la sceglie come conduttrice del Festival di Sanremo, insieme a Claudio Bisio. Per l'artista romana si tratta della seconda esperienza, avendo già co-condotto il Festival di Sanremo 2016. Nello stesso anno presta la voce al personaggio di Morticia Addams nel film di animazione La famiglia Addams, riprendendo lo stesso personaggio nel sequel del 2021.

### Samusà, LOLeColpo di luna(2020-in corso)

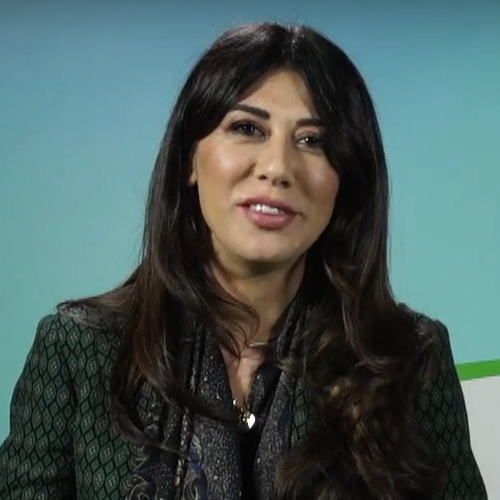
Virginia Raffaele nel 2021

Dopo le esperienze televisive, la Raffaele torna in teatro dall'8 febbraio 2020 con lo spettacolo Samusà, con la regia di Federico Tiezzi, scritto dalla stessa Raffaele e da Giovanni Todescan, Francesco Freyrie, Daniele Prato e con Federico Tiezzi. Nel 2021 figura nel nuovo album di Ornella Vanoni, Unica, duettando nella canzone Tu/Me. Il 15 febbraio 2022 è sulla copertina di Vanity Fair, protagonista della prima copertina di un giornale italiano ambientata nel Metaverso, scattata da Nima Benati in collaborazione con il collettivo artistico di Valuart. 
Nel febbraio 2022 partecipa alla seconda stagione di LOL - Chi ride è fuori, prodotto da Prime Video, dove arriva seconda. Il 21 dicembre 2023 su Prime Video, debutta la serie comica, in 6 episodi, Gigolò per caso, dove Virginia è presente come attrice ospite, per la regia di Eros Puglielli.
Nel 2024, prende parte al film Un mondo a parte insieme ad Antonio Albanese con regia di Riccardo Milani, per il quale viene premiata con il Nastro d'argento alla migliore attrice in un film commedia.

## Controversie
Raffaele è stata molto apprezzata per le sue parodie, a partire dagli stessi personaggi, ma in alcuni casi ha ricevuto anche svariate critiche. Di particolare rilievo la mancata imitazione dell'allora presidente della Regione Lazio, Renata Polverini, prevista durante il Concerto del Primo Maggio del 2012, per la quale la stessa Raffaele affermò: «Ci sono stati un attimo di problemi, poi è arrivata la notizia "dall’alto" e non si è più fatta».
Nel 2011 Raffaele si era esibita con l'imitazione di Roberta Bruzzone, inizialmente molto criticata dalla stessa criminologa, diversamente da Eleonora Brigliadori che apprezzò l'imitazione di Raffaele nei suoi confronti fatta in quel periodo. Nel settembre 2012, esponenti de Il Popolo della Libertà definirono "inadeguata" l'imitazione dell'allora consigliere regionale della Regione Lombardia, Nicole Minetti, presentata a Quelli che....
Nell'aprile 2013, sempre alcune esponenti del Pdl ritennero l'imitazione di Francesca Pascale, allora compagna del Presidente del partito Silvio Berlusconi, "offensiva verso la stessa e la città di Napoli"; la stessa Pascale, però, dichiarò in un'intervista di non essere infastidita dall'imitazione di Raffaele, tanto da averla invitata a prendere un caffè.
L'anno seguente, per la sua imitazione a Ballarò di Maria Elena Boschi, all'epoca ministro per le riforme costituzionali e i rapporti con il Parlamento, venne aspramente criticata dall'allora presidente della Camera dei deputati, Laura Boldrini e da Michele Anzaldi, deputato PD e segretario della Commissione di Vigilanza Rai, che definirono l'imitazione "sessista"; anche in questo caso, la diretta interessata intervenne sul proprio profilo Twitter in difesa di Raffaele: "Virginia Raffaele è una imitatrice straordinaria. A me piace molto. Sull'imitazione di Ballarò ho riso sopra. Basta polemiche".
Nel febbraio 2015 Ornella Vanoni, a seguito della sua imitazione al Festival di Sanremo 2015, definì la performance di Raffaele come "pesante, pesantissima, al limite della volgarità", rimproverando la comica di averla dipinta come una donna sotto l'effetto di alcool o affetta da Alzheimer e accusando Carlo Conti, conduttore del Festival, di aver generato confusione presentando al pubblico Virginia Raffaele come la vera Vanoni. Nello stesso anno fu nuovamente la criminologa Roberta Bruzzone a criticare duramente la sua imitazione portata in scena ad Amici di Maria De Filippi, annunciando querela per riferimenti "sessisti, offensivi e maschilisti che mi dipingono come una poco di buono e denigrano il mio lavoro".
In un'intervista a Chi nel gennaio 2016, Belén Rodríguez espresse il suo disappunto per l'imitazione portata avanti negli anni da Raffaele nei suoi confronti: «Talvolta ha esagerato e me la sono presa: se ottieni una certa popolarità grazie a un personaggio credo che, alla fine, dovresti avere un pochino di rispetto in più, perché è anche grazie a lui se stai dove stai». Il riferimento era a un episodio avvenuto ad Amici di Maria De Filippi, in cui la comica aveva ironizzato sulla relazione tra Stefano De Martino e la showgirl argentina e su loro figlio da poco nato.
A maggio 2016 Anna Oxa, durante una conferenza stampa per Amici di Maria De Filippi, di cui era giurata, ha criticato l'imitazione di Jessica Rabbit proposta in una puntata da Raffaele, sostenendo che la comica ha fatto passare un messaggio sbagliato per le giovani ragazze. Il riferimento era a una battuta in cui veniva detto "datela a quello giusto".
A seguito dell'imitazione dell'attrice Sandra Milo al Festival di Sanremo 2017, la figlia di lei, la giornalista Debora Ergas, ha espresso il suo disappunto riguardo all'imitazione della madre, scrivendo su Twitter: «Peccato quelle battute, nei panni di una signora di quasi 84 anni dichiarati, che è stata musa di Federico Fellini».
Durante il Festival di Sanremo 2019 Raffaele, che era co-conduttrice, è stata criticata per aver detto, al termine di uno scambio di battute con Claudio Bisio, la frase "salutiamo i Casamonica". Si è in seguito scusata per l'uscita, giudicata come una leggerezza grave dal presidente della Commissione Antimafia. Sempre nel corso della kermesse, durante uno dei suoi sketch comici, Raffaele ha ripetuto per svariate volte il nome di Satana, suscitando la preoccupazione del sacerdote Aldo Buonaiuto, coordinatore del servizio nazionale antisette. A sostenerlo in questo caso sono stati diversi politici, tra cui Matteo Salvini, Maurizio Gasparri e Giuseppe Fioroni.
Nel gennaio 2024, per l'imitazione della direttrice d'orchestra Beatrice Venezi proposta durante il programma Colpo di luna, avrebbe attirato le critiche del ministro della Cultura Gennaro Sangiuliano, che avrebbe richiesto alla Vigilanza Rai di attuare un provvedimento. Tali notizie sono poi state smentite dalla Rai. Venezi ha comunque dichiarato di non essere infastidita dalla sua imitazione.

## Personaggi
Le imitazioni sono riportate in ordine alfabetico:

### Imitazioni
- Marina Abramović
- Barbara Alberti
- Goga Ashkenazi
- Malika Ayane
- Bianca Berlinguer
- Michaela Biancofiore
- Maria Elena Boschi
- Eleonora Brigliadori
- Roberta Bruzzone
- Cristina Del Basso
- Sabrina Ferilli
- Giusy Ferreri
- Carla Fracci
- Carla Gozzi
- Alice Kessler
- Fiorella Mannoia
- Pippa Middleton
- Sandra Milo
- Nicole Minetti
- Michela Murgia
- Anna Oxa
- Francesca Pascale
- Federica Pellegrini
- Renata Polverini
- Patty Pravo
- Jessica Rabbit
- Belén Rodríguez
- Federica Rosatelli
- Melania Trump
- Ornella Vanoni
- Beatrice Venezi
- Donatella Versace

### Personaggi inventati
- Carola Ansaldi
- La portinaia di Via Olgettina
- Vanessa
- La sessuologa Olinda Farnesin
- Sharon Cenciarelli
- Annamaria Chiacchiera
- La poetessa Paula Gilberto Do Mar
- Giorgiamaura
- Frau Kruger
- Data Von Duta
- Signora Cassani
- Zizzania
- Saveria Foschi Volante
- Gregoria Barbiero Bonanni
- La signorina buonasera Donata Stirpe

## Filmografia

### Attrice

#### Cinema
- Ladri di barzellette, regia di Bruno Colella e Leonardo Giuliano (2004)
- Romanzo criminale, regia di Michele Placido (2005)
- Lillo e Greg - The movie!, regia di Luca Rea (2007)
- Faccio un salto all'Avana, regia di Dario Baldi (2011)
- Cara, ti amo..., regia di Gian Paolo Vallati (2011)
- Com'è bello far l'amore, regia di Fausto Brizzi (2012)
- L'ultima ruota del carro, regia di Giovanni Veronesi (2013)
- Una donna per amica, regia di Giovanni Veronesi (2014)
- Tre di troppo, regia di Fabio De Luigi (2023)
- Denti da squalo, regia di Davide Gentile (2023)
- Un mondo a parte, regia di Riccardo Milani (2024)

#### Televisione
- Il maresciallo Rocca – serie TV, episodio 5x06 (2005)
- NormalMan – serie TV (2008-2009)
- L'onore e il rispetto – serie TV (2009)
- Pupazzo criminale – serie TV (2014)
- Dov'è Mario? – serie TV, episodio 1x02 (2016)
- Come quando fuori piove – serie TV, 12 episodi (2018)
- Gigolò per caso – serie TV, episodio 1x04 (2023)
- Gloria - serie TV, episodio 1x02 (2024)

### Sceneggiatrice
- Come quando fuori piove – serie TV, 10 episodi (2018)

## Programmi televisivi
- Tisana Bum Bum (Rai 2, 2004)
- Bla Bla Bla (Rai 2, 2005)
- Domenica in (Rai 1, 2008)
- Mai Dire Grande Fratello Show (Italia 1, 2009)
- Victor Victoria - Niente è come sembra (LA7, 2009-2010)
- Quelli che il calcio (Rai 2, 2010-2013)
- Fratelli e sorelle d'Italia (LA7, 2011)
- Concerto del Primo Maggio (Rai 3, 2012)
- MTV Awards (MTV, 2013)
- Striscia la notizia (Canale 5, 2013)
- Giass (Canale 5, 2014)
- Amici di Maria De Filippi (Canale 5, 2015-2016)
- Festival di Sanremo (Rai 1, 2016, 2019)
- Stasera casa Mika (Rai 2, 2016)
- Facciamo che io ero (Rai 2, 2017)
- Danza con me (Rai 1, 2018)
- LOL - Chi ride è fuori (Prime Video, 2022)
- Amazing - Fabio De Luigi (Prime Video, 2023)
- Colpo di luna (Rai 1, 2024)
- Virginia Raffaele - Samusà (Nove, 2025)

## Doppiaggio
- Morticia Addams in La famiglia Addams, La famiglia Addams 2
- Zia Cass Hamada in Big Hero 6
- Speranza Superior in I Croods 2 - Una nuova era

## Teatro
- Quattro cuori e un bungalow (2001)
- Plautus (2002)
- Le nuvole, regia di Vincenzo Zingaro (2002)
- Sottobanco (2002)
- Zorro e la foresta incantata, regia di Roberto Gandini (2003)
- L'amore di Don Perlimplino con Belisa nel giardino, regia di Pino Ferrara (2003)
- The Blues Brothers: il plagio, regia di Monica Zullo (2005)
- La baita degli spettri (2006)
- Iressa (2007)
- Far West Story (2009)
- Finestra condonata su cortile abusivo (2009)
- 15 marzo 44 a.C., regia di Lorenzo Gioielli (2009)
- Intrappolati nella commedia, regia di Mauro Mandolini (2010)
- Doppia Coppia, regia di Paola Tiziana Cruciani (2013-2014)
- Performance, regia di Giampiero Solari (2015-2017)
- Samusà, regia di Federico Tiezzi (2020-2024)

## Radio
- 610 (Rai Radio 2)
- Pelo e Contropelo (Radio Kiss Kiss)
- Radio Tre Suite (Rai Radio 3)
- Ottovolante (Rai Radio 2)
- Radio 2 Social Club (Rai Radio 2)
- Melomani per caso (Rai Radio 2)

## Discografia

### Singoli
- 2021 - Tu/Me (con Ornella Vanoni)

### Collaborazioni
- 2021 - Ornella Vanoni Unica, nel brano Tu/me

## Riconoscimenti
- Nastro d'argento
  - 2024 – Migliore attrice in un film commedia per Un mondo a parte[32]
- Premio Anna Magnani
  - 2024 – Miglior artista femminile dell'anno[33]
- Premio Arena di Verona
  - 2016 – Premio Speciale Arena di Verona[34]
- Premio Eleonora Duse
  - 2022 – Premio Duse[35]
- Premio Flaiano
  - 2023 – Premio Speciale per Samusà[36]
- Premio Satira Politica
  - 2014 – Sezione parodia[37]
- Premio simpatia
  - 2016 – Sezione spettacolo, teatro e cinema[38]
- Premio TV - Premio regia televisiva
  - 2013 – Personaggio rivelazione dell'anno[39]
  - 2016 – Personaggio televisivo femminile dell'anno[40]
- Ciak d'oro
  - 2024 - Candidatura migliore attrice protagonista per Un mondo a parte[41]